# قلمرية
قُلُمْرِيَة أو قلنبرية أو كويمبرا (Coimbra بالبرتغالية) هي مدينة تقع في وسط البرتغال. تبعد 200 كم على العاصمة لشبونة و 100 كم على أبورتو. تشتهر لاحتضانها أحد أعرق جامعات أوروبا، وهي جامعة قلمرية.

## تاريخ المدينة
لعبت المدينة دورا هاما إبان فترة الحكم الإسلامي بالأندلس فقد كانت محطة تجارية بين مسيحيي الشمال ومسلمي الجنوب. عرفت المدينة نشاط جالية مستعربية مهمة وفي سنة 1064 بسط المسيحيون سيطرتهم على المدينة بقيادة فرناندو الأول ملك ليون وقشتالة.

## معرض صور

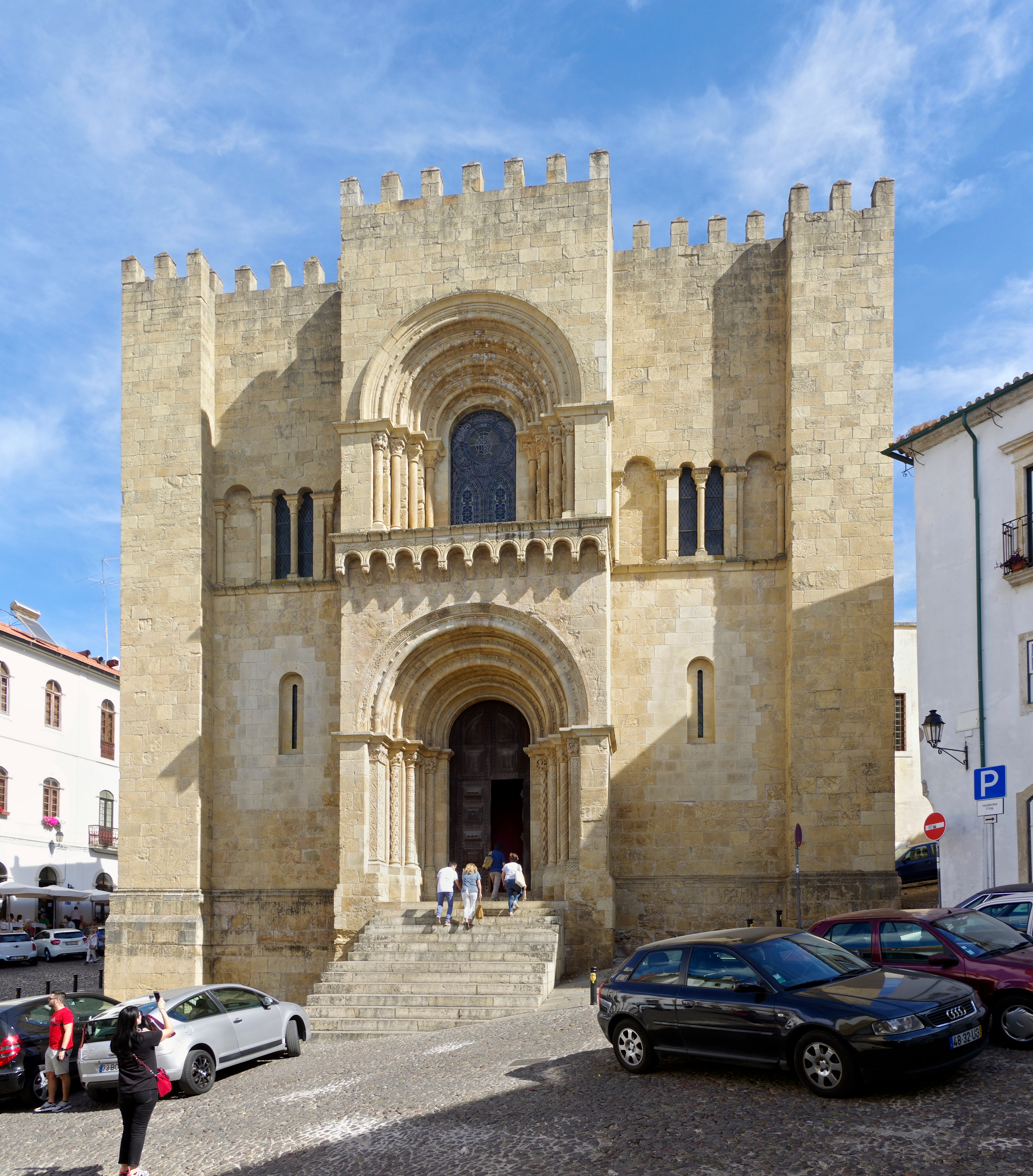
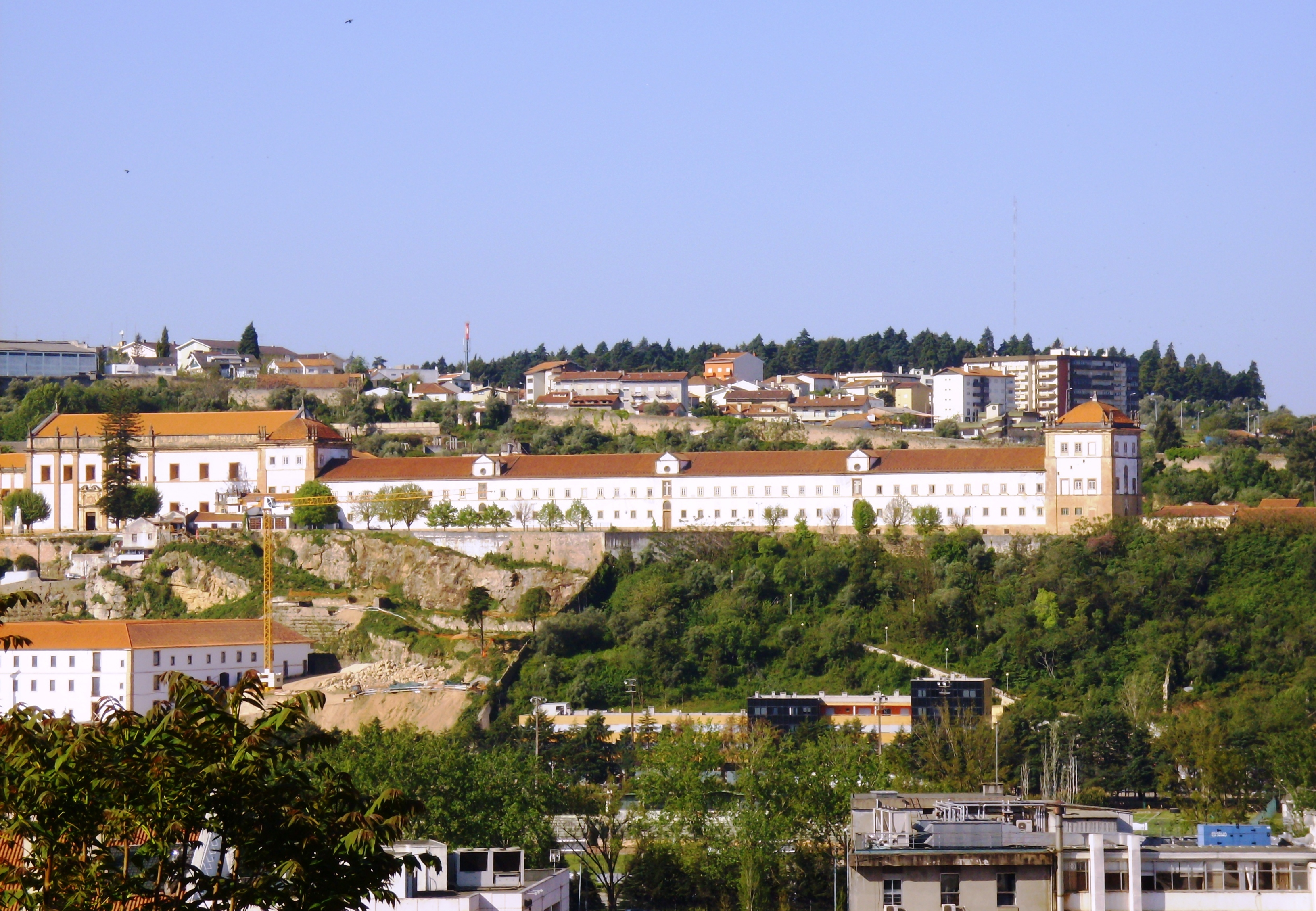
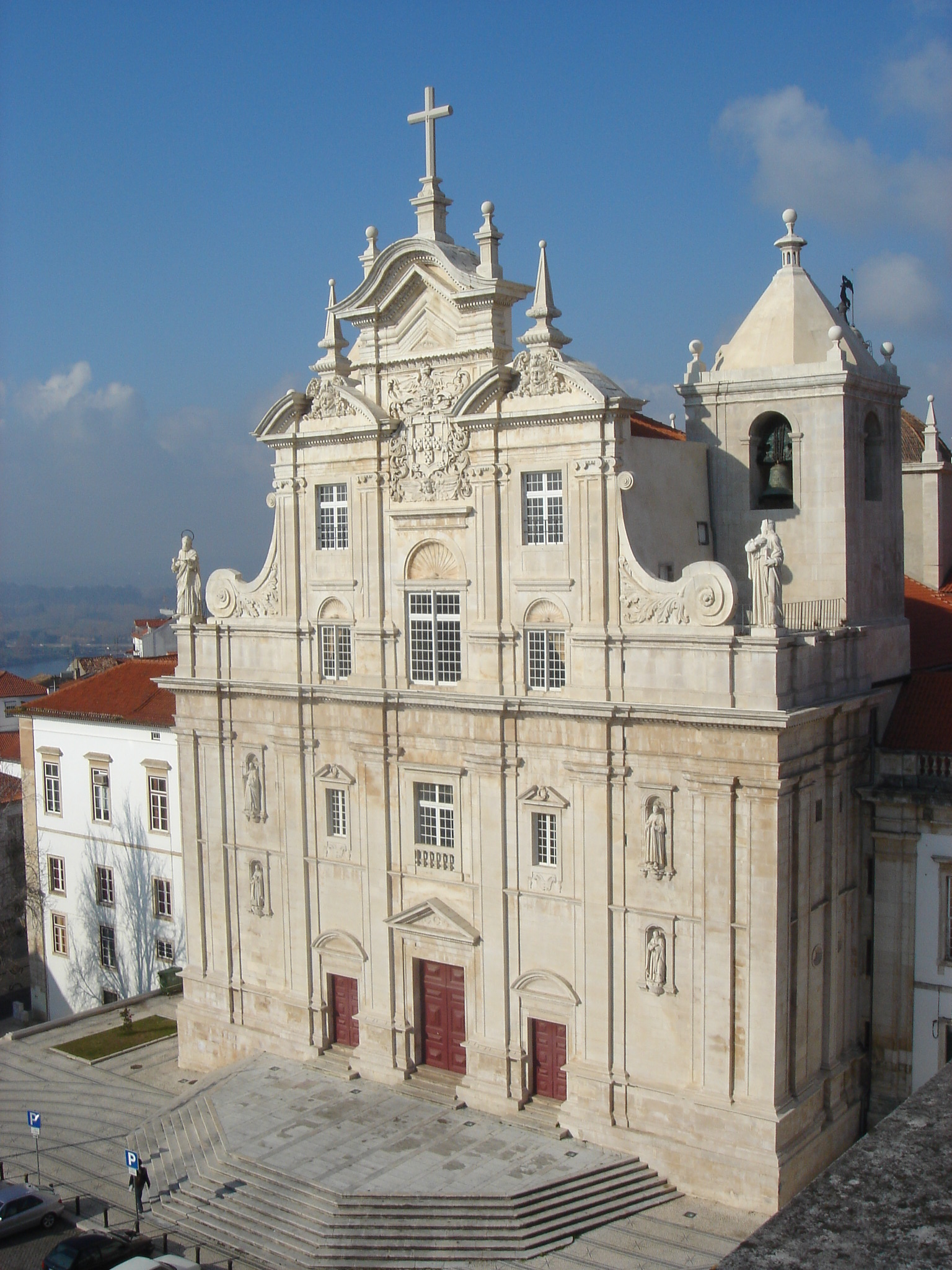
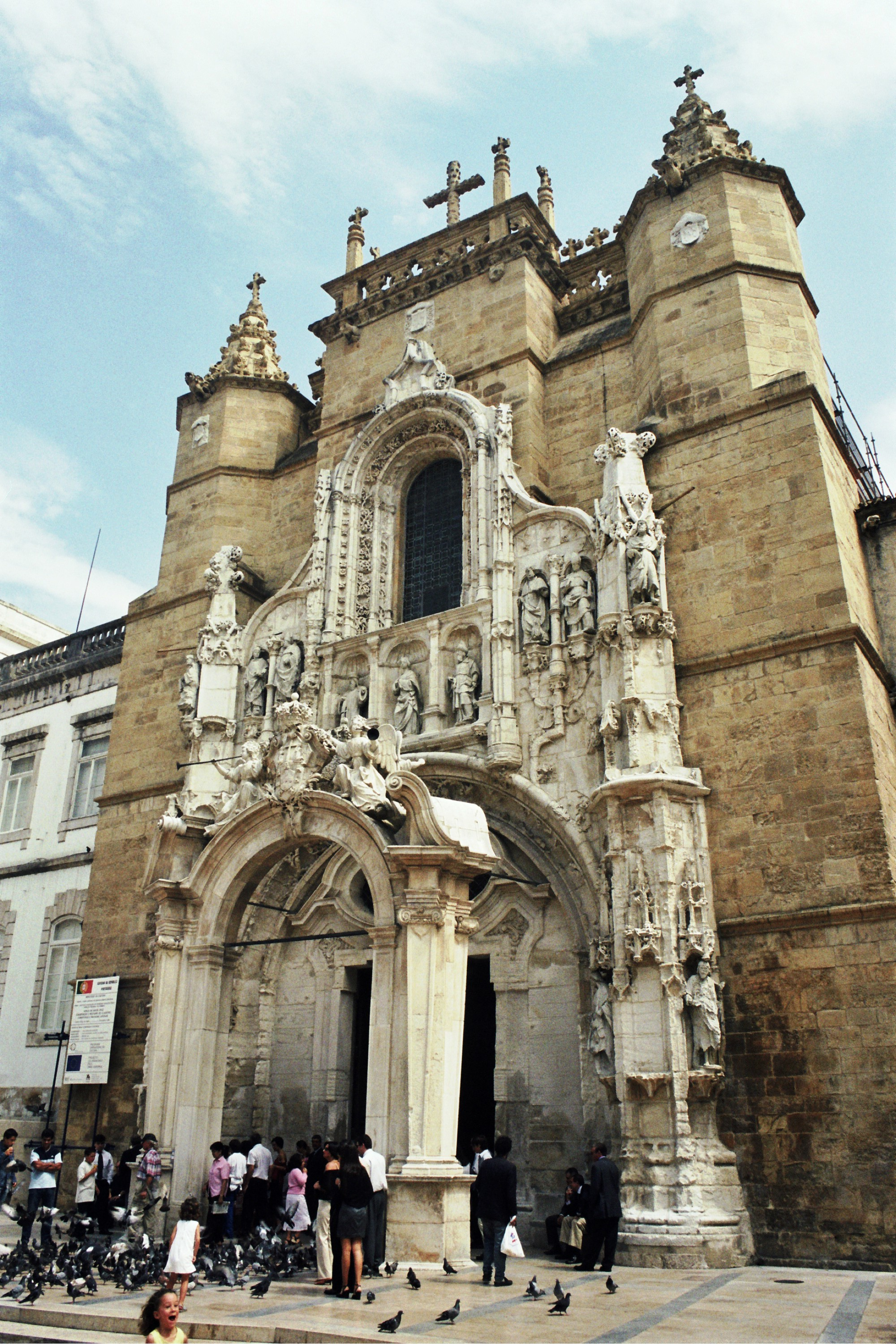
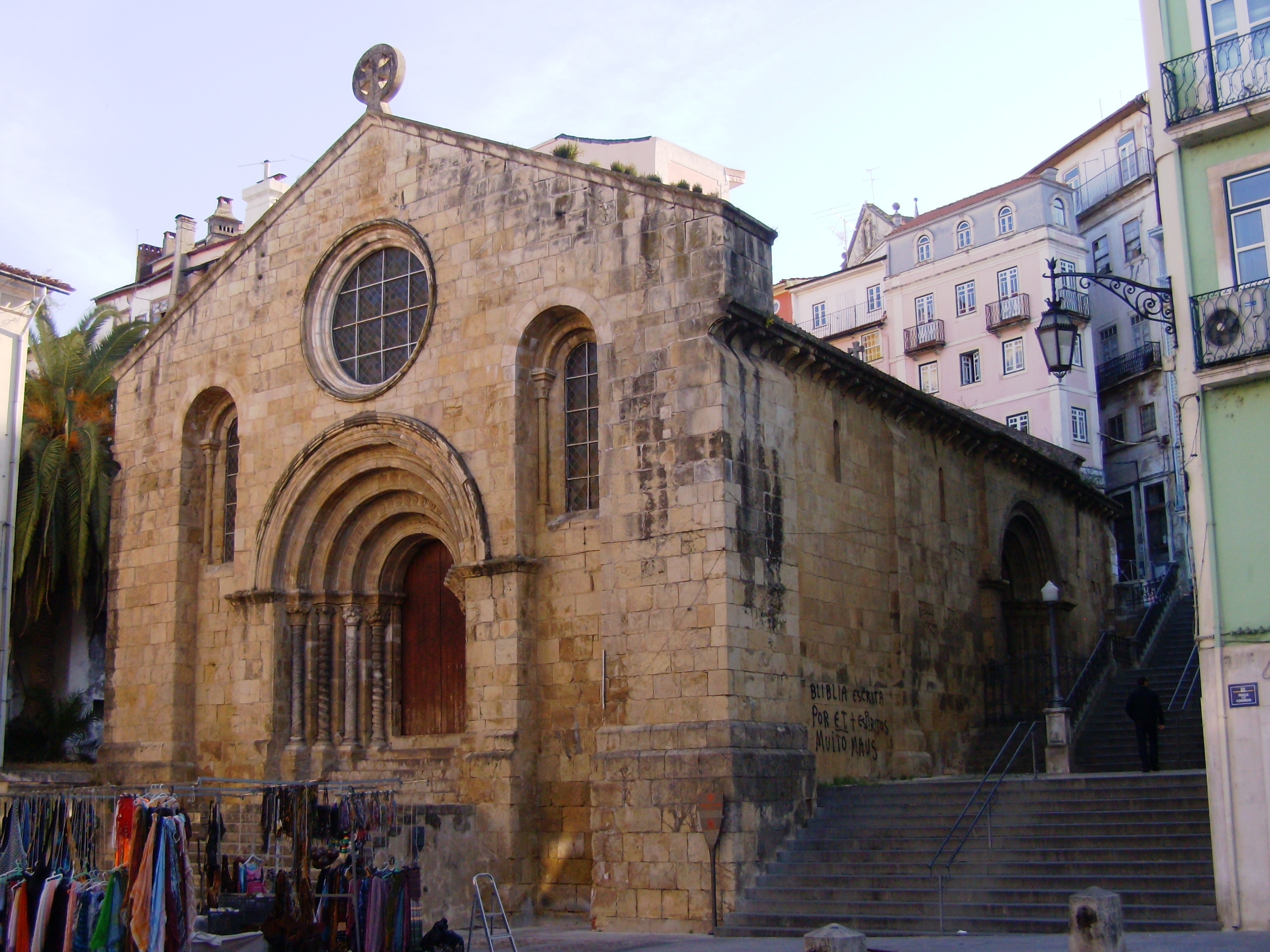

## توأمة
- شلمنقة، إسبانيا.
- فاس، المغرب.
- ساو باولو، برازيل.

## أعلام
- سانشو الأول ملك البرتغال
- كارلوس موتا بينتو
- خوليو أوقستو هنريكس
- بيدرو الأول ملك البرتغال
- برنغاريا من البرتغال
- بياتريس من البرتغال
- أفونسو الأول ملك البرتغال
- خوسيه ماريا أنتونيس
- سيرجيو كونسيساو
- بيدرو نونيز

## وصلات خارجية
- الموقع الرسمي للمدينة